# نهلة سلامة
نهلة سلامة (31 مايو 1968 -)، ممثلة مصرية.

## عن حياتها
ولدت في أسرة فنية فوالدها الموسيقي فاروق سلامة وعمها الموسيقي جمال سلامة وعمتها الممثلة جيهان سلامة بطلة فيلم لحم رخيص. عملت في السينما منذ العام 1987 في أدوار بارزة حيث نالت جائزة عن دورها في فيلم الصرخة، تزوجت من المخرج محمد خان لبعض الوقت ثم تزوجت من الدكتور أحمد علي ولديها من الأبناء فهد.

## أعمالها

### أفلام
| - نقاوه:2001 - النمس:2000- شاهيناز - أمواج الغضب:1999 - ننوس عينه:1998- فاتن - مهمة في منتصف الليل:1998 - ساعة الانتقام:1998- عفاف - امرأة فوق القمة:1997- دينا سيد عبد الرحمن - استقالة ضابط شرطة:1997- سعاد - اللومنجي:1996- جميلة - الكاس واحد:1996- صفاء | - المطربون في الأرض:1996 - زغلول جاب محمول:1996- طعمه - البحر بيضحك ليه:1995- نعيمة - قدارة:1994- كريمه - مصيدة الذئاب:1994- زينب - صراع الحسناوات:1993- ساميه - مستر كاراتيه:1993- نادية - أمريكا شيكا بيكا:1993- سـهى - الثعالب:1993- زهرة | - الغرقانة:1993- هلاله زوجة فريج - جحيم امرأة:1992 - صراع الزوجات:1992- هيام - كله بيلعب على كله:1992 - وكر الذئب:1992 - الشجعان:1992- لبنى - قانون إيكا:1991- طالبة بالكلية - الشيطان اسمه سونه:1991 - كيد العوالم:1991- كريمه | - خبطة العمر:1991 - الصرخة:1991- معزوزة - إسكندرية كمان و كمان:1990 - كومبارس صامت - حلقة الرعب:1990 - سعاد - الشرابية:1987 - رجل في عيون امراة:1987 - لعنة المال:1987 - الصديقات الثلاثة - جواز عالموضة |

### مسلسلات
| • رشيد: 2023 - نقل عام: 2022 - الزيبق:2017- نهى - أرض جو:2017 - أرض النعام:2015- إنصاف - جبل الحلال:2014- كريمة - حكاية حياة:2013- الدكتورة سلوى - في العلالي:2011 - سيت كوم - النهر والتماسيح:2009 - قمر:2008- صفية - القرار:2007 - امرأة من الصعيد الجواني:2006 - راجعلك يا اسكندرية:2005 | - ينابيع العشق:2005 - نهارك نادي:2004 - لقاء السحاب:2004 - شاطيء الخريف:2003 - آخر الخط:2003 - بياع المواويل:2003 - أبيض x أبيض:2003 - الدنيا حظوظ:2002 - كومي و 3 بنات:2002 - زمن عماد الدين:2002- جليلة - اجري ..اجري ..اجري:2002 | - صيف ساخن جدا:200 مسلسل - الابن الضال:1999 - حلم آخر الليل:1999- سمارة تمارا العيسوي - نهار وليل:1999 - أيام الضحك والدموع:1998 - اللعب في المضمون:1998- منى - أوراق مصرية: (ج1) 1998 - طريق السراب:1997 - لعبة القرية:1997 - وجار البحث عن شحتة:1997 | - زقاق السنجقدار:1996 - السير علي رمال ساخنة:1996 - نقوش من ذهب ونحاس:1996 - رياح الخوف:1994- الزوجة رحمة - صباح الورد:1994 - لا للزوجات:1994 - الدنيا حظوظ:1994 - الأزواج الطيبين:1993- عبلة - البحث عن عبده:1992 - لؤلؤ وأصداف:1989- الوجه الجديد | - الاختبار - انذار - عائلة شمس - السهول البيض - الزلزال وتوابعه - ولاد حارتنا - جماد من لحم - شهادة ميلاد - فرط الرمان - الفدان الأخير |

### مسرحيات
| - الحياة حلوة:2007 - ريا وسكينة في مارينا:2006 - كيمو والفستان الأزرق:1999 - كرنب زبادي:1997 - عيال تجنن:1994 | - للسيدات فقط:1992- الزوجه - بابانا عاوز كده:1992 - سيارة الهانم:1992 - ممنوع دخول الستات:198 - إلعب غيرها | - ديسكو يا هووه .. - عيلة ما حصلتش: - بتعة - عالم كورة كورة كورة - العانسة و الصعلوك - مر الكلام (حلو الكلام) |

### سهرات تليفزيونية
| - ابنتي والأيام - شهادة ميلاد - كان ولم يزل: - منى - جلسة على نية | - خبر في الصفحة التاسعة: - كلاكيت أخر مرة: - ناديه فهمى - زوجة جلال - جدتي زوزو: حورية - نداء عاجل |

## روابط خارجية
- نهلة سلامة على موقع IMDb (الإنجليزية)
- نهلة سلامة على موقع الدهليز
- نهلة سلامة على موقع قاعدة بيانات الأفلام العربية
- نهلة سلامة على موقع قاعدة بيانات الفيلم (الإنجليزية)